# Ghumattus primus
Ghumattus primus är en spindelart som beskrevs av Prószynski 1992. Ghumattus primus ingår i släktet Ghumattus och familjen hoppspindlar. Inga underarter finns listade i Catalogue of Life.